# 天山针茅
天山针茅（学名：Stipa tianschanica），为禾本科针茅属下的一个植物种，多生長於海拔2100~2600公尺的乾山坡和礫石堆上。